# Riverview (Missouri)
Riverview és una població dels Estats Units a l'estat de Missouri. Segons el cens del 2000 encara tenia 3.146 habitants, un nombre que va baixar als2856 el 2010.
Segons el cens del 2000, 1.331 habitatges, i 789 famílies. La densitat de població era de 1.463,5 habitants per km².